# Tijjani Reijnders
Tijjani Martinus Jan Reijnders Lekatompessy, plus connu sous le nom de Tijjani Reijnders, né le 29 juillet 1998 à Zwolle (Pays-Bas), est un footballeur international néerlandais qui évolue au poste de milieu central à Manchester City.

## Biographie

### En club
Né à Zwolle, aux Pays-Bas, d’un père néerlandais, Martin Reijnders, et d’une mère originaire des Moluques, Angelina Lekatompessy, Tijjani Reijnders est notamment formé par le club de sa ville natale, le PEC Zwolle. C'est avec ce club qu'il joue son premier match en professionnel, le 13 août 2017, lors de la première journée de la saison 2017-2018 d'Eredivisie contre le Roda JC. Il entre en jeu à la place d'Erik Bakker et son équipe l'emporte par quatre buts à deux. Il s'agit de sa seule apparition avec le PEC Zwolle.

#### AZ Alkmaar
Le 30 août 2017, Tijjani Reijnders s'engage en faveur de l'AZ Alkmaar, où il est dans un premier temps intégré à l'équipe réserve du club. Après une première partie de saison ponctuée de 3 buts et 5 passes décisives en 15 matchs avec la réserve, il est intégré à l'équipe première de l'AZ.
Le 2 janvier 2020, il est prêté jusqu'à la fin de la saison au RKC Waalwijk.
De retour à l'AZ à la fin de son prêt, il s'impose en équipe première. Le 29 mai 2022, il se fait remarquer lors des barrages pour la Ligue Europa Conférence 2022-2023 face au Vitesse Arnhem en réalisant le premier doublé de sa carrière. Avec ces deux buts il contribue à la qualification de son équipe, qui s'impose par six buts à un ce jour-là,.

#### AC Milan
Le 19 juillet 2023, Tijjani Reijnders rejoint la Serie A pour s'engager en faveur de l'AC Milan et paraphe un contrat courant de cinq ans, soit jusqu'en juin 2028,,.
Le 11 novembre 2023, il marque son premier but pour l'AC Milan lors d'une rencontre de championnat face à l'US Lecce. Il est titularisé ce jour-là et les deux équipes se neutralisent (match nul, 2-2). 
Le 3 mars 2025, il prolonge son contrat avec les Rossoneri de deux années supplémentaires, soit jusqu'en juin 2030,,.

#### Manchester City
Le 11 juin 2025, Tijjani Reijnders s'engage en faveur de Manchester City en paraphant un contrat de cinq ans, soit jusqu'en juin 2030,,. Le montant du transfert est estimé à 55 millions d'euros,,.

### En sélection nationale
Tijjani Reijnders représente l'équipe des Pays-Bas des moins de 20 ans entre 2018 et 2019, pour un total de trois matchs joués.
Le 29 mai 2024, il figure dans la liste des 26 joueurs néerlandais retenus par Ronald Koeman pour participer à l'Euro 2024.

## Statistiques
| Saison                | Club                  | Championnat           | Championnat | Championnat | Championnat | Coupe(s) nationale(s) | Coupe(s) nationale(s) | Coupe(s) nationale(s) | Supercoupe | Supercoupe | Supercoupe | Compétition(s) continentale(s) | Compétition(s) continentale(s) | Compétition(s) continentale(s) | Compétition(s) continentale(s) | Coupe du monde des clubs | Coupe du monde des clubs | Coupe du monde des clubs | Total | Total | Total |
| Saison                | Club                  | Division              | M.          | B.          | P.d.        | M.                    | B.                    | P.d.                  | M.         | B.         | P.d.       | Comp.                          | M.                             | B.                             | P.d.                           | M.                       | B.                       | P.d.                     | M.    | B.    | P.d.  |
| 2017-2018             | PEC Zwolle            | Eredivisie            | 1           | 0           | 0           | -                     | -                     | -                     | -          | -          | -          | -                              | -                              | -                              | -                              | -                        | -                        | -                        | 1     | 0     | 0     |
| 2017-2018             | AZ Alkmaar            | Eredivisie            | 1           | 0           | 1           | -                     | -                     | -                     | -          | -          | -          | -                              | -                              | -                              | -                              | -                        | -                        | -                        | 1     | 0     | 1     |
| 2018-2019             | AZ Alkmaar            | Eredivisie            | -           | -           | -           | 1                     | 0                     | 0                     | -          | -          | -          | -                              | -                              | -                              | -                              | -                        | -                        | -                        | 1     | 0     | 0     |
| 2019-2020             | AZ Alkmaar            | Eredivisie            | 3           | 0           | 0           | -                     | -                     | -                     | -          | -          | -          | -                              | -                              | -                              | -                              | -                        | -                        | -                        | 3     | 0     | 0     |
| 2020-2021             | AZ Alkmaar            | Eredivisie            | 22          | 0           | 0           | -                     | -                     | -                     | -          | -          | -          | -                              | -                              | -                              | -                              | -                        | -                        | -                        | 22    | 0     | 0     |
| 2021-2022             | AZ Alkmaar            | Eredivisie            | 36          | 6           | 2           | 4                     | 0                     | 0                     | -          | -          | -          | C4                             | 7                              | 0                              | 0                              | -                        | -                        | -                        | 47    | 6     | 2     |
| 2022-2023             | AZ Alkmaar            | Eredivisie            | 34          | 4           | 6           | 2                     | 0                     | 0                     | -          | -          | -          | C4                             | 18                             | 4                              | 3                              | -                        | -                        | -                        | 54    | 8     | 9     |
| Sous-total            | Sous-total            | Sous-total            | 96          | 10          | 9           | 7                     | 0                     | 0                     | -          | -          | -          | -                              | 25                             | 4                              | 3                              | -                        | -                        | -                        | 128   | 14    | 12    |
| 2019-2020             | RKC Waalwijk (prêt)   | Eredivisie            | 8           | 0           | 1           | -                     | -                     | -                     | -          | -          | -          | -                              | -                              | -                              | -                              | -                        | -                        | -                        | 8     | 0     | 1     |
| 2023-2024             | AC Milan              | Serie A               | 36          | 3           | 3           | 2                     | 0                     | 0                     | -          | -          | -          | C1+C3                          | 6+6                            | 0+1                            | 0+0                            | -                        | -                        | -                        | 50    | 4     | 3     |
| 2024-2025             | AC Milan              | Serie A               | 37          | 10          | 4           | 5                     | 2                     | 0                     | 2          | 0          | 0          | C1                             | 10                             | 3                              | 0                              | -                        | -                        | -                        | 54    | 15    | 4     |
| Sous-total            | Sous-total            | Sous-total            | 73          | 13          | 7           | 7                     | 2                     | 0                     | 2          | 0          | 0          | -                              | 22                             | 4                              | 0                              | -                        | -                        | -                        | 104   | 19    | 7     |
| 2024-2025             | Manchester City       | Premier League        | -           | -           | -           | -                     | -                     | -                     | -          | -          | -          | C1                             | -                              | -                              | -                              | 3                        | 0                        | 0                        | 3     | 0     | 0     |
| 2025-2026             | Manchester City       | Premier League        | 1           | 1           | 1           | -                     | -                     | -                     | -          | -          | -          | C1                             | -                              | -                              | -                              | -                        | -                        | -                        | 1     | 1     | 1     |
| Sous-total            | Sous-total            | Sous-total            | 1           | 1           | 1           | -                     | -                     | -                     | -          | -          | -          | -                              | -                              | -                              | -                              | 3                        | 0                        | 0                        | 4     | 1     | 1     |
| Total sur la carrière | Total sur la carrière | Total sur la carrière | 179         | 24          | 17          | 14                    | 2                     | 0                     | 2          | 0          | 0          | -                              | 47                             | 8                              | 3                              | 3                        | 0                        | 0                        | 245   | 34    | 20    |

### En sélection nationale
| Saison                | Sélection             | Phases finales        | Phases finales | Phases finales | Phases finales | Éliminatoires | Éliminatoires | Éliminatoires | Ligue Nations UEFA | Ligue Nations UEFA | Ligue Nations UEFA | Matchs amicaux | Matchs amicaux | Matchs amicaux | Total | Total | Total |
| Saison                | Sélection             | Compétition           | M              | B              | Pd             | M             | B             | Pd            | M                  | B                  | Pd                 | M              | B              | Pd             | M     | B     | Pd    |
| --------------------- | --------------------- | --------------------- | -------------- | -------------- | -------------- | ------------- | ------------- | ------------- | ------------------ | ------------------ | ------------------ | -------------- | -------------- | -------------- | ----- | ----- | ----- |
| 2023-2024             | Pays-Bas              | Euro 2024             | 6              | 0              | 0              | 6             | 0             | 0             | -                  | -                  | -                  | 3              | 1              | 1              | 15    | 1     | 1     |
| 2024-2025             | Pays-Bas              | -                     | -              | -              | -              | 1             | 0             | 0             | 7                  | 3                  | 1                  | -              | -              | -              | 8     | 3     | 1     |
| Total sur la carrière | Total sur la carrière | Total sur la carrière | 6              | 0              | 0              | 7             | 0             | 0             | 7                  | 3                  | 1                  | 3              | 1              | 1              | 23    | 4     | 2     |

## Palmarès

### AC Milan
- Vainqueur de la Supercoupe d'Italie en 2024.